# خوسيه أغوستين موراليس
خوسيه أغوستين موراليس (بالإسبانية: José Agustín Morales)‏ هو لاعب كرة قدم مكسيكي، ولد في 13 يناير 1971 في ولاية كيريتارو في المكسيك. لعب مع نادي سيلايا.

## وصلات خارجية
- خوسيه أغوستين موراليس على موقع أوليمبيديا (الإنجليزية)